# ネクスコ・メンテナンス新潟
ネクスコ・メンテナンス新潟（ネクスコ・メンテナンスにいがた、East Nexco-Maintenance Niigata Company Limited）は、高速道路株式会社法により設立された特殊会社（NEXCO3社のうちの一つ）である東日本高速道路の子会社として、新潟県他の高速道路の補修作業等を行う。

## 会社概要
2008年（平成20年）3月28日設立。
日本道路公団時代に、いわゆる「ファミリー企業」と言われた維持管理会社である新潟ロードメンテナンスと関越ロードメンテナンスを母体として設立された、高速道路の維持修繕会社である。
主に日本道路公団時代における北陸支社の新潟県区間の全域を担当している。冬期の高速道路上の除雪作業、路面のポットホール（舗装上にできる小径の穴）の補修等に代表される道路構造物の維持補修作業を業務の主体としている。その他、SA・PAの清掃、高速道路内外の樹木雑草の伐採選定管理や高速道路構造物の維持補修を行っている。
ヘルメット等は親会社であるネクスコ東日本とデザインを統一しているが、親会社はロゴマークでは「NEXCO東日本」と記載しているがネクスコ・メンテナンス新潟を含むグループ会社は「NEXCO東日本グループ」と記載してある。
事業所
- 新潟事業所 - 日本海東北自動車道新潟亀田インターチェンジ内
- 長岡事業所 - 関越自動車道長岡インターチェンジ内
- 上越事業所 - 北陸自動車道上越インターチェンジ内
- 湯沢事業所 - 関越自動車道湯沢インターチェンジ内、魚沼インターチェンジ内

## 事業範囲
各事業所において、概ね以下の区間での業務を行っている。
- 新潟事業所 - 三条燕インターチェンジ - 荒川胎内インターチェンジ、及び新潟中央インターチェンジ - 津川インターチェンジ
- 長岡事業所 - 小千谷インターチェンジ - 長岡ジャンクション、及び柿崎インターチェンジ - 三条燕インターチェンジ
- 上越事業所 - 朝日インターチェンジ - 柿崎インターチェンジ、及び信濃町インターチェンジ - 上越ジャンクション
- 湯沢事業所 - 水上インターチェンジ - 小千谷インターチェンジ